# Полоній-210
Полоній-210 (210Po, Po-210, історично радій F) — ізотоп полонію. Піддається альфа-розпаду до стабільного 206Pb з періодом напіврозпаду 138,376 днів (приблизно 4,5 місяці), найдовший період напіврозпаду з усіх природних ізотопів полонію.
Вперше ідентифікований у 1898 році, а також знаменуючи відкриття елемента полонію, 210Po утворюється в ланцюжку розпаду урану-238 і радію-226.
210Po є значним забруднювачем навколишнього середовища, переважно вражаючи морепродукти та тютюн. Його надзвичайна токсичність пояснюється високою радіоактивністю, здатною завдати серйозної шкоди людям.

## Історія
У 1898 році Марія та П'єр Кюрі відкрили сильнорадіоактивну речовину в уранініті і визначили, що це новий елемент. Це був один із перших відкритих радіоактивних елементів. Ідентифікувавши його як такий, вони назвали елемент полоній на честь рідної країни Марі, Польщі. У 1902 році Віллі Марквальд виявив подібну радіоактивну активність і назвав її радіотелуром, і приблизно в той же час Ернест Резерфорд виявив таку саму активність у своєму аналізі ланцюга розпаду урану і назвав її радій F (спочатку радій E). До 1905 року Резерфорд дійшов висновку, що всі ці спостереження були зумовлені однією і тією ж речовиною, 210Po. Подальші відкриття та концепція ізотопів, вперше запропонована в 1913 році Фредеріком Содді, твердо поставили 210Po як передостанню сходинку в урановому ряду.
У 1943 році 210Po вивчався як можливий ініціатор нейтронів у ядерній зброї в рамках Дейтонського проекту. У наступні десятиліття занепокоєння щодо безпеки працівників, які працюють з 210Po, призвело до широких досліджень його впливу на здоров'я.
У 1950-х роках вчені Комісії з атомної енергії Сполучених Штатів Америки в лабораторіях Маунд, штат Огайо, досліджували можливість використання 210Po в радіоізотопних термоелектричних генераторах (RTG) як джерело тепла для живлення супутників. В 1958 році була розроблена атомна батарея потужністю 2,5 Вт, що використовувала 210Po. Однак замість нього було обрано ізотоп плутоній-238, оскільки він має довший період напіврозпаду 87,7 років.
Полоній-210 був використаний для вбивства російського дисидента та колишнього офіцера ФСБ Олександра Литвиненка в 2006 році і підозрювався як можлива причина смерті Ясіра Арафата після ексгумації та аналізу його тіла в 2012—2013 роках.